# گراسیلا ایتوربیده
گراسیلا ایتوربیده (انگلیسی: Graciela Iturbide؛ زادهٔ ۱۶ مه ۱۹۴۲) عکاس اهل مکزیک است.
وی همچنین برندهٔ جوایزی همچون جایزه هاسلبلاد و کمک‌هزینه گوگنهایم شده‌است.